# رائی کوت
رائی کوت (به انگلیسی: Raikot) یک منطقهٔ مسکونی در پاکستان است که در ناحیه خودمختار گلگت—بلتستان واقع شده‌است.